# Mycobates sarekensis
Mycobates sarekensis är en kvalsterart som först beskrevs av Trägårdh 1910.  Mycobates sarekensis ingår i släktet Mycobates och familjen Punctoribatidae. Inga underarter finns listade i Catalogue of Life.